# Pyjs
Pyjs یک نرم‌افزار غنی اینترنتی، برای توسعهٔ برنامه‌های سمت کاربر و نرم‌افزارهای دسکتاپی برای زبان برنامه‌نویسی پایتون است؛ که شامل یک کامپایلر مستقل پایتون به جاوااسکریپت، یک چهارچوب نرم فزاری ایجکس و ابزار ویجت است؛ که با استفاده از این کامپوننت‌ها کاربران قادر به نوشتن برنامه‌های جامع خواهند بود، که همگی در مرورگر و بدون استفاده از جاوااسکریپت اجرا شود.